# Huos
Huos – miejscowość i gmina we Francji, w regionie Oksytania, w departamencie Górna Garonna.
Według danych na rok 1990 gminę zamieszkiwało 428 osób, a gęstość zaludnienia wynosiła 105 osób/km² (wśród 3020 gmin regionu Midi-Pyrénées Huos plasuje się na 649. miejscu pod względem liczby ludności, natomiast pod względem powierzchni na miejscu 1566.).